# Фроловск
 Фроловск — деревня в Усть-Куломском районе Республики Коми в составе сельского поселения Зимстан. 

## География
Расположена на правом берегу реки Прупт на расстоянии примерно 45 км по прямой от районного центра села Усть-Кулом на юг.  

## История
Известна с 1881 года, в 1892 здесь было 42 жителя, в 1926 33 двора и 135 жителей, в 1939 178 жителей, в 1970 151, в 1989 75, в 1995 93 (33 хозяйства).

## Население
Постоянное население  составляло 57 человек (коми 100%) в 2002 году, 25 в 2010 .